# خوژپین
خوژپین (به لهستانی:  Chorzepin) یک روستا در لهستان است که در گمینا شوینگتسه وارتسکیه واقع شده‌است.